# Сънотворен мак
Сънотворният мак (Papaver somniferum) е едногодишно тревисто растение от сем. Макови (Papaveraceae), чиято родина е Централна Азия. В България е известен и под името афион. Култивиран е още от древността в Китай, Индия, Древна Гърция, Римската империя и др. Отглеждан е и в Османската империя, откъдето в началото на ХІХ в. навлиза в българските земи. Използва се като маслодайно растение (семената му съдържат около 50% масло), както и за добиване на суровини за лекарства и опиум (засъхналият млечен сок на чашката на растението съдържа над 25 алкалоида – папаверин, морфин, наркотин, кодеин и др.).

## Начин на извличане
Суровият опиум се получава от зелените чашки на афиона, след като е опадал цветът. Привечер зелените чашки се нарязват хоризонтално със специален нож и сутрин преди изгрев се събира кафявият засъхнал сок (първоначално бял на цвят), който е потекъл от нарезите. Това именно е суровият опиум, който намира голямо приложение в медицината и особено в анестезиологията.
В миналото по времето на османското владичество в България производството на афион е било доста разпространено. Неслучайно в герба на Северна Македония присъства изображение на макови чашки, от които се добива афионът.
- Белият сок, изтичащ при разреза
- Засъхналият кафяв сок, който се събира като суровина за опиум